# Krzyż Obrony Państwa
Krzyż Obrony Państwa Ministra Obrony Republiki Czeskiej (cz. Kříž obrany státu ministra obrany České republiky) – czeskie odznaczenie wojskowe, nadawane przez Ministra Obrony.
Odznaczenie ustanowiono w 2008 roku.

## Zasady nadawania
Krzyż Obrony Państwa nadawany jest obywatelom Czech (zarówno wojskowym jak i cywilom) oraz cudzoziemcom. Odznaczenie nadawane jest za wyróżnienie się w walce bohaterstwem lub zdolnościami dowódczymi oraz za ratowanie życia ludzkiego, obronę interesów i wkład w rozwój obronności Czech.
Odznaczenie jest jednostopniowe i może być nadawane wielokrotnie.

## Opis odznaki
Kształt odznaczenia nawiązuje do wyglądu Czechosłowackiego Medalu Rewolucyjnego i Krzyża Wojennego Czechosłowackiego 1939.
Na awersie odznaczenia znajduje się zmodyfikowany krzyż pizański, umieszczony na owalnym wieńcu z motywem liści lipowych. W centrum krzyża znajduje się symbol Czeskich Sił Zbrojnych.